# Xã Winterset, Quận Russell, Kansas
Xã Winterset (tiếng Anh: Winterset Township) là một xã thuộc quận Russell, tiểu bang Kansas, Hoa Kỳ. Năm 2010, dân số của xã này là 67 người.